# Gerlach I. (Isenburg)

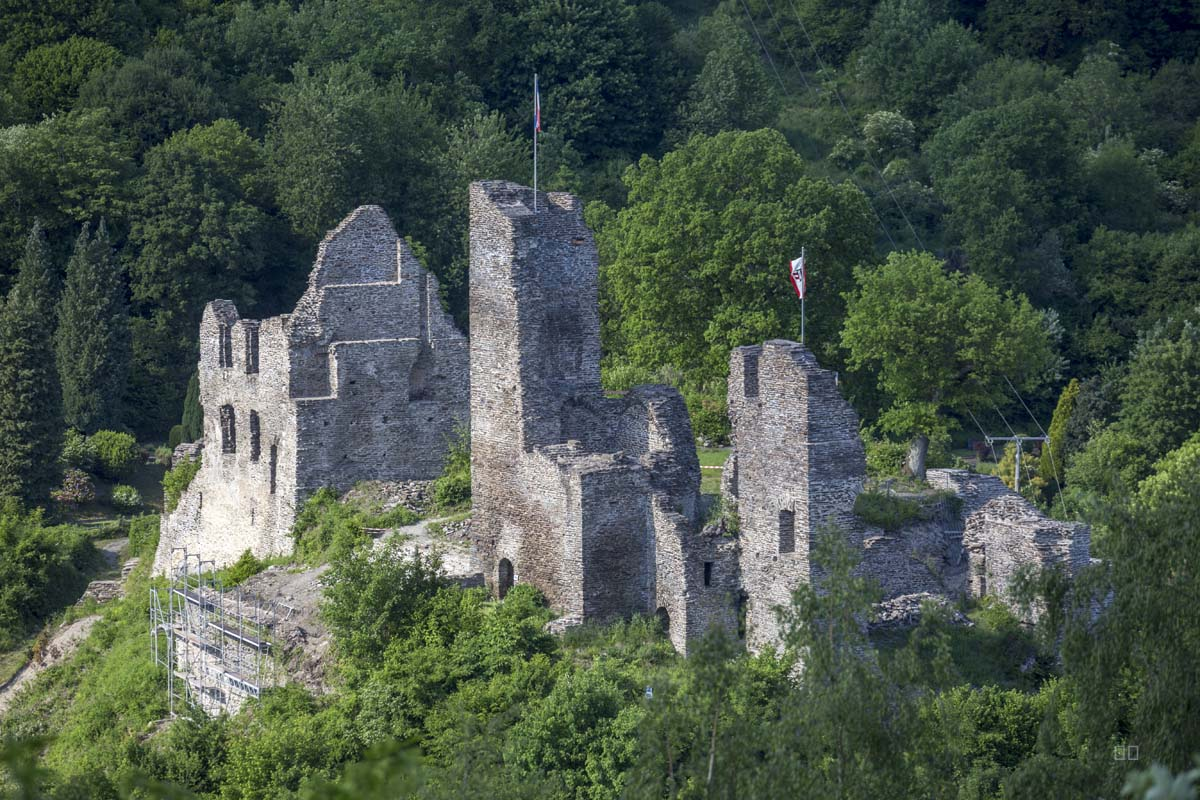
Stammburg Isenburg

Gerlach I. von Isenburg, auch Gerlach von Rommersdorf (* um 1040; † nach 1. August 1110) war 1088 Herr von Rommersdorf, ab 1092 Vogt von Hönningen sowie ab 1100 Graf von Isenburg. Er erbte zwischen 1075 und 1088 als erstgeborener Sohn seines Vaters Reginbold mehrere Güter und Grundherrschaften im Westerwald und im Maifeldgau. Im Jahr 1110 werden er und sein Bruder Rembold I. als Grafen erwähnt, nachdem beide um 1100 die Burg Isenburg als ihren neuen Stammsitz erbaut hatten. Gerlach begründete damit das seit Mitte des 9. Jahrhunderts auftauchende fränkische Geschlecht der Isenburger.

## Leben und Wirken

### Herkunft und Erbe
Gerlach und sein Bruder Rembold waren Söhne eines nach 1075 gestorbenen Reginbold, der erstmals in trierischen Urkunden aus den Jahren 1041 und 1042 mit seinem Bruder Gerlach in Hönningen auftauchte. Reginbold und Gerlachs Onkel Gerlach tauchen außerdem in Urkunden aus dem Maifeldgau auf, in denen sie als Grafen bezeichnet werden. Die Brüder stammten also aus einem damals schon reich begüterten Adelsgeschlecht, das sich allerdings später durch den großen Umfang der Besitztümer in viele Nebenlinien aufteilte. Die Vorfahren Gerlachs kennzeichneten sich durch die immer wieder vorkommenden Namen Reginbold und Gerlach.
Gerlach sowie Rembold werden erstmals 1070 als Zeugen einer Schenkung an St. Florin in Koblenz erwähnt, wobei er weder als Graf noch als Herr bezeichnet wird. Nachdem sein Vater um 1075 gestorben war, erbte er nicht nur die Güter im Engersgau und Maifeldgau, sondern auch die trierische Vogtei über Hönningen und Gladbach, wobei er urkundlich erst 1092 als Vogt von Hönningen genannt wird. Als Herr von Rommersdorf wird er 1088 als Zeuge einer Schenkung von Heinrich II. von Laach genannt. Im selben Zeitraum erlangte Gerlach vermutlich durch die Beziehungen zu den Pfalzgrafen die Vogteien über die Güter der Abtei Laach zu Bendorf und Heimbach.

### Grafschaft Isenburg
Um 1100 bauten er und sein Bruder im Saynbachtal im Gebiet einer Grundherrschaft der Abtei Fulda die Isenburg, die als deren neuer Stammsitz dienen sollte. Vorher hatten die Brüder ihren Sitz im Herrenhof von Rommersdorf. 1103 wird er schließlich in einer Urkunde des Erzbischofs Bruno von Trier nach seiner neuen Burg genannt. Nach dem Bau der Isenburg werden die Brüder wieder 1107, 1109 und 1110 in kölnischen Urkunden erwähnt, in letzterer werden sie beide als Grafen bezeichnet, wobei beide vermutlich schon ab dem Bau der Isenburg Grafen waren. Nach 1110 wird Gerlach nicht mehr erwähnt, sein Bruder Rembold stiftete nach seiner letzten Erwähnung um 1117 das Kloster Rommersdorf, dem er große Teile des Isenburger Eigenbesitzes schenkte, darunter die Dörfer Rommersdorf und Kleinmaischeid. Gerlachs Söhne Rembold II. und Gerlach regierten gemeinsam bis 1121 als Grafen von Isenburg.

## Besitzungen
Neben den bereits erwähnten Besitzungen des Isenburgischen Grafenhauses waren unter anderem die Grundherrschaften Dierdorf, Heimbach, Urbach, Lahr, Heddesdorf, Breitenau, Niederbieber und Marienrachdorf Teil des Isenburger Besitzes. Einige dieser Grundherrschaften waren Lehen von Trier, Köln oder des Stifts Dietkirchen. Allode der Isenburger waren das Dorf Rommersdorf, Kleinmaischeid und Niederwambach, die Höfe zu Gladbach, Roth, Aldesteden und vielleicht die Höfe Niederhofen, Steinebach und Langendorf. Später erlangten Gerlachs Nachfahren durch Heirat die Herrschaften Kempenich, Kobern und Limburg sowie die Grafschaften Büdingen, Wied und Cleeberg.

## Familie
Von Gerlach sind zwei Söhne bekannt:
- Rembold II. (* um 1070; † nach 1121), 1110–1121 Graf von Isenburg, ⚭ Katharina (* um 1083), Tochter von Ludwig I. (* um 1045; † 1084), Graf im Einrichgau und von Arnstein, 1067–1084 Graf im Engersgau
- Gerlach II. (* um 1075; † nach 1121), 1110–1121 Graf von Isenburg, durch Heirat mit der Erbtochter des Herren Hartmann von Vogelsberg als Gerlach I. möglicher Stammvater der Herren von Büdingen[4]